# 世界游泳錦標賽跳水賽事得獎者列表
世界游泳錦標賽跳水賽事得獎者列表列出所有於歷屆世界游泳錦標賽（FINA World Championships）的各項跳水賽事中，獲得金、銀、銅牌的運動員。

## 男子

### 1米跳板 (1991年－)
| 年份 / 地點   | 金牌                        | 银牌                        | 铜牌                            |
| 1991 珀斯     | Edwin Jongejans（荷兰）     | 马克·伦齐（美国）           | 王毅杰（中国）                  |
| 1994 羅馬     | 埃文·斯图尔特（辛巴威）     | 蓝卫（中国）                | Brian Earley（美国）            |
| 1998 珀斯     | 余卓成（中国）              | 特洛伊·迪迈（美国）         | Holger Schlepps（德国）         |
| 2001 福岡     | 王峰（中国）                | 王天凌（中国）              | 亞歷山大·多布羅斯科克（俄罗斯） |
| 2003 巴塞罗那 | 徐翔（中国）                | 王克楠（中国）              | Joona Puhakka（芬兰）           |
| 2005 蒙特利爾 | 亚历山大·德斯帕蒂（加拿大） | 徐翔（中国）                | 王峰（中国）                    |
| 2007 墨爾本   | 羅玉通（中国）              | 何冲（中国）                | Christopher Sacchin（義大利）   |
| 2009 羅馬     | 秦凱（中国）                | 张新华（中国）              | 马修·米查姆（澳大利亚）         |
| 2011 上海     | 李世鑫（中国）              | 何敏（中国）                | 帕弗洛·罗森贝格（德国）         |
| 2013 巴塞隆那 | 李世鑫（中国）              | 伊利亚·克瓦沙（乌克兰）     | 凱文·查維斯（墨西哥）           |
| 2015 喀山     | 謝思埸（中国）              | 伊利亚·克瓦沙（乌克兰）     | 邁克·希克森（美国）             |
| 2017 布達佩斯 | 彭健烽（中国）              | 何超（中国）                | 乔瓦尼·托奇（義大利）           |
| 2019 光州     | 王宗源（中国）              | 罗梅尔·帕切科（墨西哥）     | 彭健烽（中国）                  |
| 2022 布達佩斯 | 王宗源（中国）              | 杰克·劳尔（英国）           | 李世鑫（澳大利亚）              |
| 2023 福冈     | 彭健烽（中国）              | 奥斯马尔·奥尔韦拉（墨西哥） | 郑九源（中国）                  |
| 2024 多哈     | 奥斯马尔·奥尔韦拉（墨西哥） | 李世鑫（澳大利亚）          | 罗斯·哈斯拉姆（英国）           |
| 2025 新加坡   | 郑九源（中国）              | 奥斯马尔·奥尔韦拉（墨西哥） | 严思宇（中国）                  |

### 3米跳板 (1973年－)
| 年份 / 地點     | 金牌                            | 银牌                          | 铜牌                          |
| 1973 貝爾格萊德 | 菲尔·博格斯（美国）             | 克劳斯·迪比亚西（義大利）     | Keith Russell（美国）         |
| 1975 卡利       | 菲尔·博格斯（美国）             | 克劳斯·迪比亚西（義大利）     | Vyacheslav Strakhov（苏联）   |
| 1978 西柏林     | 菲尔·博格斯（美国）             | 法尔克·霍夫曼（东德）         | 乔治·卡尼奥托（義大利）       |
| 1982 瓜亞基爾   | 格雷格·洛加尼斯（美国）         | Sergei Kuzmin（苏联）         | Aleksandr Portnov（苏联）     |
| 1986 馬德里     | 格雷格·洛加尼斯（美国）         | 谭良德（中国）                | 李宏平（中国）                |
| 1991 珀斯       | 肯特·弗格森（美国）             | 谭良德（中国）                | Albin Killat（德国）          |
| 1994 羅馬       | 余卓成（中国）                  | 德米特里·萨乌丁（俄罗斯）     | 王天凌（中国）                |
| 1998 珀斯       | 德米特里·萨乌丁（俄罗斯）       | 周义霖（中国）                | Vassili Lisovski（俄罗斯）    |
| 2001 福岡       | 德米特里·萨乌丁（俄罗斯）       | 王天凌（中国）                | 寺内健（日本）                |
| 2003 巴塞罗那   | 亚历山大·多布罗斯科克（俄罗斯） | 彭勃（中国）                  | 德米特里·萨乌丁（俄罗斯）     |
| 2005 蒙特利爾   | 亚历山大·德斯帕蒂（加拿大）     | 特洛伊·迪迈（美国）           | 何冲（中国）                  |
| 2007 墨爾本     | 秦凱（中国）                    | 亚历山大·德斯帕蒂（加拿大）   | 德米特里·萨乌丁（俄罗斯）     |
| 2009 羅馬       | 何冲（中国）                    | 特洛伊·迪迈（美国）           | 亚历山大·德斯帕蒂（加拿大）   |
| 2011 上海       | 何冲（中国）                    | 伊利亚·扎哈罗夫（俄罗斯）     | 叶夫根尼·库兹涅佐夫（俄罗斯） |
| 2013 巴塞隆那   | 何冲（中国）                    | 叶夫根尼·库兹涅佐夫（俄罗斯） | 亚埃尔·卡斯蒂略（墨西哥）     |
| 2015 喀山       | 何超（中国）                    | 伊利亚·扎哈罗夫（俄罗斯）     | 杰克·劳尔（英国）             |
| 2017 布達佩斯   | 謝思埸（中国）                  | 派屈克·豪斯丁（德国）         | 伊利亚·扎哈罗夫（俄罗斯）     |
| 2019 光州       | 謝思埸（中国）                  | 曹緣（中国）                  | 杰克·劳尔（英国）             |
| 2022 布達佩斯   | 王宗源（中国）                  | 曹緣（中国）                  | 杰克·劳尔（英国）             |
| 2023 福冈       | 王宗源（中国）                  | 奥斯马尔·奥尔韦拉（墨西哥）   | 龙道一（中国）                |
| 2024 多哈       | 王宗源（中国）                  | 謝思埸（中国）                | 奥斯马尔·奥尔韦拉（墨西哥）   |
| 2025 新加坡     | 奥斯马尔·奥尔韦拉（墨西哥）     | 曹緣（中国）                  | 王宗源（中国）                |

### 10米跳台 (1973年－)
| 年份 / 地點     | 金牌                        | 银牌                          | 铜牌                          |
| 1973 貝爾格萊德 | 克劳斯·迪比亚西（義大利）   | Keith Russell（美国）         | 法尔克·霍夫曼（东德）         |
| 1975 卡利       | 克劳斯·迪比亚西（義大利）   | Nikolay Mikhailin（苏联）     | 卡洛斯·希龙（墨西哥）         |
| 1978 西柏林     | 格雷格·洛加尼斯（美国）     | 法尔克·霍夫曼（东德）         | 弗拉基米爾·阿列伊尼克（苏联） |
| 1982 瓜亞基爾   | 格雷格·洛加尼斯（美国）     | 弗拉基米爾·阿列伊尼克（苏联） | 布鲁斯·金博尔（美国）         |
| 1986 馬德里     | 格雷格·洛加尼斯（美国）     | 李孔政（中国）                | 布鲁斯·金博尔（美国）         |
| 1991 珀斯       | 孙淑伟（中国）              | 熊倪（中国）                  | Georgiy Chogovadze（苏联）    |
| 1994 羅馬       | 德米特里·萨乌丁（俄罗斯）   | 孙淑伟（中国）                | Vladimir Timoshinin（俄罗斯） |
| 1998 珀斯       | 德米特里·萨乌丁（俄罗斯）   | 田亮（中国）                  | 揚·亨佩爾（德国）             |
| 2001 福岡       | 田亮（中国）                | 亚历山大·德斯帕蒂（加拿大）   | 马修·赫尔姆（澳大利亚）       |
| 2003 巴塞罗那   | 亚历山大·德斯帕蒂（加拿大） | 马修·赫尔姆（澳大利亚）       | 田亮（中国）                  |
| 2005 蒙特利爾   | 胡佳（中国）                | 何塞·格拉（古巴）             | 格列布·加尔佩林（俄罗斯）     |
| 2007 墨爾本     | 格列布·加尔佩林（俄罗斯）   | 周吕鑫（中国）                | 林跃（中国）                  |
| 2009 羅馬       | 湯姆·戴利（英国）           | 邱波（中国）                  | 周吕鑫（中国）                |
| 2011 上海       | 邱波（中国）                | 大衛·布迪亚（美国）           | 萨沙·克莱因（德国）           |
| 2013 巴塞隆那   | 邱波（中国）                | 大衛·布迪亚（美国）           | 萨沙·克莱因（德国）           |
| 2015 喀山       | 邱波（中国）                | 大衛·布迪亞（美国）           | 湯姆·戴利（英国）             |
| 2017 布達佩斯   | 湯姆·戴利（英国）           | 陳艾森（中国）                | 楊健（中国）                  |
| 2019 光州       | 楊健（中国）                | 楊昊（中国）                  | 亞歷山大·邦達爾（俄罗斯）     |
| 2022 布達佩斯   | 楊健（中国）                | 玉井陸斗（日本）              | 楊昊（中国）                  |
| 2023 福冈       | 卡西尔·鲁索（澳大利亚）     | 练俊杰（中国）                | 杨昊（中国）                  |
| 2024 多哈       | 杨昊（中国）                | 曹缘（中国）                  | 阿列克西·谢列达（乌克兰）     |
| 2025 新加坡     | 卡西尔·鲁索（澳大利亚）     | 阿列克西·谢列达（乌克兰）     | 兰达尔·维拉尔斯（墨西哥）     |

### 雙人3米跳板 (1998年－)
| 年份 / 地點   | 金牌                                                        | 银牌                                                      | 铜牌                                                             |
| 1998 珀斯     | 徐浩（中国） · 余卓成（中国）                               | Alexander Mesch（德国） · Holger Schlepps（德国）         | 迪安·普拉（澳大利亚） · Shannon Roy（澳大利亚）                  |
| 2001 福岡     | 彭勃（中国） · 王克楠（中国）                               | 费尔南多·普拉塔斯（墨西哥） · Joel Rodriguez（墨西哥）    | 亚历山大·多布罗斯科克（俄罗斯） · 德米特里·萨乌丁（俄罗斯）      |
| 2003 巴塞罗那 | 亚历山大·多布罗斯科克（俄罗斯） · 德米特里·萨乌丁（俄罗斯） | 王天凌（中国） · 王峰（中国）                             | 安德烈亚斯·韦尔斯（德国） · 托比亚斯·舍伦贝格（德国）            |
| 2005 蒙特利爾 | 何冲（中国） · 王峰（中国）                                 | 托比亚斯·舍伦贝格（德国） · 安德烈亚斯·韦尔斯（德国）     | Justin Dumais（美国） · 特洛伊·迪迈（美国）                      |
| 2007 墨爾本   | 秦凱（中国） · 王峰（中国）                                 | 亚历山大·德斯帕蒂（加拿大） · 阿图罗·米兰达（加拿大）     | 托比亚斯·舍伦贝格（德国） · 安德烈亚斯·韦尔斯（德国）            |
| 2009 羅馬     | 秦凱（中国） · 王峰（中国）                                 | 特洛伊·迪迈（美国） · 伊普森·克里斯蒂安（美国）           | 亚历山大·德斯帕蒂（加拿大） · 鲁本·罗斯（加拿大）                |
| 2011 上海     | 秦凯（中国） · 罗玉通（中国）                               | 伊利亚·扎哈罗夫（俄罗斯） · 叶夫根尼·库兹涅佐夫（俄罗斯） | 亚埃尔·卡斯蒂略（墨西哥） · 胡安·桑切斯（墨西哥）                |
| 2013 巴塞隆那 | 秦凯（中国） · 何冲（中国）                                 | 伊利亚·扎哈罗夫（俄罗斯） · 叶夫根尼·库兹涅佐夫（俄罗斯） | 罗梅尔·帕切科（墨西哥） · 海尔·奥坎波（墨西哥）                  |
| 2015 喀山     | 秦凱（中国） · 曹緣（中国）                                 | 伊利亚·扎哈罗夫（俄罗斯） · 叶夫根尼·库兹涅佐夫（俄罗斯） | 杰克·劳尔（英国） · 克里斯·米爾斯（英国）                        |
| 2017 布達佩斯 | 叶夫根尼·库兹涅佐夫（俄罗斯） · 伊利亚·扎哈罗夫（俄罗斯）   | 曹緣（中国） · 謝思埸（中国）                             | 奥列格·科洛季（乌克兰） · 伊利亚·克瓦沙（乌克兰）                |
| 2019 光州     | 曹緣（中国） · 謝思埸（中国）                               | 丹尼爾·古德菲勞（英国） · 杰克·劳尔（英国）               | 亚埃尔·卡斯蒂略（墨西哥） · 胡安·塞拉亚（墨西哥）                |
| 2022 布达佩斯 | 曹緣（中国） · 王宗源（中国）                               | 安东尼·哈丁（英国） · 杰克·劳尔（英国）                   | 蒂莫·巴特爾（德国） · 拉爾斯·呂迪格（德国）                      |
| 2023 福冈     | 龙道一（中国） · 王宗源（中国）                             | 安东尼·哈丁（英国） · 杰克·劳尔（英国）                   | 朱尔·布耶（法國） · 亚历克西·让达尔（法國）                      |
| 2024 多哈     | 龙道一（中国） · 王宗源（中国）                             | 洛伦佐·马尔萨利亚（義大利） · 乔瓦尼·托奇（義大利）       | 阿德里安·阿瓦迪亚（西班牙） · 尼古拉斯·加西亚·博伊西尔（西班牙） |
| 2025 新加坡   | 王宗源（中国） · 郑九源（中国）                             | 胡安·塞拉亚（墨西哥） · 奥斯马尔·奥尔韦拉（墨西哥）       | 安东尼·哈丁（英国） · 杰克·劳尔（英国）                          |

### 雙人10米跳台 (1998年－)
| 年份 / 地點   | 金牌                                                        | 银牌                                                            | 铜牌                                                          |
| 1998 珀斯     | 田亮（中国） · 孙淑伟（中国）                               | 揚·亨佩爾（德国） · Michael Kühne（德国）                       | 伊戈尔·卢卡申（俄罗斯） · Aleksandr Varlamov（俄罗斯）        |
| 2001 福岡     | 田亮（中国） · 胡佳（中国）                                 | 费尔南多·普拉塔斯（墨西哥） · Eduardo Rueda（墨西哥）           | Roman Volodkov（乌克兰） · Anton Zakharov（乌克兰）           |
| 2003 巴塞罗那 | 马修·赫尔姆（澳大利亚） · 罗伯特·纽伯里（澳大利亚）         | Roman Volodkov（乌克兰） · Anton Zakharov（乌克兰）             | 田亮（中国） · 胡佳（中国）                                   |
| 2005 蒙特利爾 | 德米特里·多布罗斯科克（俄罗斯） · 格列布·加尔佩林（俄罗斯） | 杨景辉（中国） · 胡佳（中国）                                   | 彼得·沃特菲尔德（英国） · 利昂·泰勒（英国）                   |
| 2007 墨爾本   | 火亮（中国） · 林跃（中国）                                 | 格列布·加尔佩林（俄罗斯） · 德米特里·多布罗斯科克（俄罗斯）     | 大衛·布迪亚（美国） · 托马斯·芬查姆（美国）                   |
| 2009 羅馬     | 火亮（中国） · 林跃（中国）                                 | 大衛·布迪亚（美国） · 托马斯·芬查姆（美国）                     | 何塞·格拉（古巴） · 赫因克·阿吉雷（古巴）                     |
| 2011 上海     | 火亮（中国） · 邱波（中国）                                 | 帕特里克·豪斯丁（德国） · 萨沙·克莱因（德国）                   | 亚历山大·戈尔什科沃佐夫（乌克兰） · 亚历山大·邦达尔（乌克兰） |
| 2013 巴塞隆那 | 帕特里克·豪斯丁（德国） · 萨沙·克莱因（德国）               | 维克托·米尼巴耶夫（俄罗斯） · 阿特姆·切萨科夫（俄罗斯）         | 曹缘（中国） · 张雁全（中国）                                 |
| 2015 喀山     | 陳艾森（中国） · 林躍（中国）                               | 伊萬·加西亞（墨西哥） · 赫尔曼·桑切斯（墨西哥）                 | Roman Izmailov（俄罗斯） · 維克托·米尼巴耶夫（俄罗斯）        |
| 2017 布達佩斯 | 陳艾森（中国） · 楊昊（中国）                               | 亞歷山大·邦達爾（俄罗斯） · 維克托·米尼巴耶夫（俄罗斯）         | 派屈克·豪斯丁（德国） · 薩沙·克萊因（德国）                   |
| 2019 光州     | 曹緣（中国） · 陳艾森（中国）                               | 亞歷山大·邦達爾（俄罗斯） · 維克托·米尼巴耶夫（俄罗斯）         | 湯姆·戴利（英国） · 馬提·李（英国）                           |
| 2022 布達佩斯 | 练俊杰（中国） · 杨昊（中国）                               | 馬提·李（英国） · 诺亚·威廉斯（英国）                           | 赖兰·威恩斯（加拿大） · 内森·容博尔-默里（加拿大）            |
| 2023 福冈     | 练俊杰（中国） · 杨昊（中国）                               | 基里尔·博柳赫（乌克兰） · 阿列克西·谢列达（乌克兰）             | 凯文·伯林（墨西哥） · 兰达尔·维拉尔斯（墨西哥）               |
| 2024 多哈     | 练俊杰（中国） · 杨昊（中国）                               | 湯姆·戴利（英国） · 諾亞·威廉斯（英国）                         | 基里尔·博柳赫（乌克兰） · 阿列克西·谢列达（乌克兰）           |
| 2025 新加坡   | 程子龙（中国） · 朱子锋（中国）                             | 尼基塔·施莱赫尔（中立运动员B） 鲁斯兰·捷尔诺沃伊（中立运动员B） | Joshua Hedberg（美国） · 卡森·泰勒（美国）                    |

## 女子

### 1米跳板 (1991年－)
| 年份 / 地點   | 金牌                      | 银牌                      | 铜牌                               |
| 1991 珀斯     | 高敏（中国）              | Wendy Lucero（美国）      | Heidemarie Bártová（捷克斯洛伐克） |
| 1994 羅馬     | 陈丽霞（中国）            | 谈舒萍（中国）            | 安妮·佩尔蒂埃（加拿大）            |
| 1998 珀斯     | 伊琳娜·拉什科（俄罗斯）   | 维拉·伊莲娜（俄罗斯）     | 張晶（中国）                       |
| 2001 福岡     | 布莱丝·哈特利（加拿大）   | 吴敏霞（中国）            | 張晶（中国）                       |
| 2003 巴塞罗那 | 伊琳娜·拉什科（澳大利亚） | Conny Schmalfuss（德国）  | 布莱丝·哈特利（加拿大）            |
| 2005 蒙特利爾 | 布莱丝·哈特利（加拿大）   | 吴敏霞（中国）            | 海克·菲舍尔（德国）                |
| 2007 墨爾本   | 何姿（中国）              | 布莱丝·哈特利（加拿大）   | 尤里娅·帕卡琳娜（俄罗斯）          |
| 2009 羅馬     | 尤里娅·帕卡琳娜（俄罗斯） | 吴敏霞（中国）            | 王涵（中国）                       |
| 2011 上海     | 施廷懋（中国）            | 王涵（中国）              | 塔尼娅·卡尼奥托（義大利）          |
| 2013 巴塞隆那 | 何姿（中国）              | 塔尼娅·卡尼奥托（義大利） | 王涵（中国）                       |
| 2015 喀山     | 塔尼娅·卡尼奥托（義大利） | 施廷懋（中国）            | 何姿（中国）                       |
| 2017 布達佩斯 | 麦迪逊·基尼（澳大利亚）   | 娜傑日達·巴任娜（俄罗斯） | 埃莱娜·贝尔托基（義大利）          |
| 2019 光州     | 陈艺文（中国）            | 萨拉·培根（美国）         | 金守志（大韩民国）                 |
| 2022 布達佩斯 | 李亚杰（中国）            | 萨拉·培根（美国）         | 米娅·瓦莱（加拿大）                |
| 2023 福冈     | 林珊（中国）              | 李亚杰（中国）            | 阿兰萨·巴斯克斯（墨西哥）          |
| 2024 多哈     | 阿莉莎·科洛伊（澳大利亚） | 格蕾丝·里德（英国）       | 玛哈·阿米尔（埃及）                |
| 2025 新加坡   | 麦迪逊·基尼（澳大利亚）   | 李亚杰（中国）            | 基娅拉·佩拉卡尼（義大利）          |

### 3米跳板 (1973年－)
| 年份 / 地點     | 金牌                      | 银牌                        | 铜牌                      |
| 1973 貝爾格萊德 | 克丽斯塔·克勒（东德）     | 乌尔丽卡·克纳普（瑞典）     | 玛丽娜·雅尼克（东德）     |
| 1975 卡利       | 伊琳娜·卡利尼娜（苏联）   | Tatyana Bolynkina（苏联）   | Christine Loock（美国）   |
| 1978 西柏林     | 伊琳娜·卡利尼娜（苏联）   | 辛西娅·波特（美国）         | 珍妮弗·钱德勒（美国）     |
| 1982 瓜亞基爾   | Megan Neyer（美国）       | 克里斯蒂娜·索伊弗特（美国） | 彭园春（中国）            |
| 1986 馬德里     | 高敏（中国）              | 李藝花（中国）              | Marina Babkova（苏联）    |
| 1991 珀斯       | 高敏（中国）              | 伊琳娜·拉什科（苏联）       | 布丽塔·巴尔杜斯（德国）   |
| 1994 羅馬       | 谈舒萍（中国）            | 维拉·伊莲娜（俄罗斯）       | Claudia Böckner（德国）   |
| 1998 珀斯       | 尤里娅·帕卡琳娜（俄罗斯） | 郭晶晶（中国）              | 錢德勒·米歇爾（澳大利亚） |
| 2001 福岡       | 郭晶晶（中国）            | 伊琳娜·拉什科（澳大利亚）   | 尤里娅·帕卡琳娜（俄罗斯） |
| 2003 巴塞罗那   | 郭晶晶（中国）            | 尤里娅·帕卡琳娜（俄罗斯）   | 吴敏霞（中国）            |
| 2005 蒙特利爾   | 郭晶晶（中国）            | 吴敏霞（中国）              | 塔尼娅·卡尼奥托（義大利） |
| 2007 墨爾本     | 郭晶晶（中国）            | 吴敏霞（中国）              | 塔尼娅·卡尼奥托（義大利） |
| 2009 羅馬       | 郭晶晶（中国）            | 埃米莉·埃曼斯（加拿大）     | 塔尼娅·卡尼奥托（義大利） |
| 2011 上海       | 吴敏霞（中国）            | 何姿（中国）                | 珍妮弗·阿贝尔（加拿大）   |
| 2013 巴塞隆那   | 何姿（中国）              | 王涵（中国）                | 帕梅拉·威尔（加拿大）     |
| 2015 喀山       | 施廷懋（中国）            | 何姿（中国）                | 塔尼娅·卡尼奥托（義大利） |
| 2017 布達佩斯   | 施廷懋（中国）            | 王涵（中国）                | 珍妮弗·阿貝爾（加拿大）   |
| 2019 光州       | 施廷懋（中国）            | 王涵（中国）                | 麦迪逊·基尼（澳大利亚）   |
| 2022 布達佩斯   | 陈艺文（中国）            | 米娅·瓦莱（加拿大）         | 昌雅妮（中国）            |
| 2023 福冈       | 陈艺文（中国）            | 昌雅妮（中国）              | 帕梅拉·威尔（加拿大）     |
| 2024 多哈       | 昌雅妮（中国）            | 陈艺文（中国）              | 金守志（大韩民国）        |
| 2025 新加坡     | 陈艺文（中国）            | 陈佳（中国）                | 基娅拉·佩拉卡尼（義大利） |

### 10米跳台 (1973年－)
| 年份 / 地點     | 金牌                             | 银牌                     | 铜牌                               |
| 1973 貝爾格萊德 | 乌尔丽卡·克纳普（瑞典）          | 米莱娜·杜奇科娃（捷克）  | Irina Kalynina（苏联）             |
| 1975 卡利       | Janet Ely（美国）                | 伊琳娜·卡利尼娜（苏联）  | 乌尔丽卡·克纳普（瑞典）            |
| 1978 西柏林     | 伊琳娜·卡利尼娜（苏联）          | 马丁娜·耶施克（东德）    | Melissa Briley（美国）             |
| 1982 瓜亞基爾   | 温迪·怀兰（美国）                | 拉莫娜·文策尔（东德）    | 周繼紅（中国）                     |
| 1986 馬德里     | 陈琳（中国）                     | 陆薇（中国）             | 温迪·怀兰（美国）                  |
| 1991 珀斯       | 伏明霞（中国）                   | Yelena Miroshina（苏联） | 温迪·威廉斯（美国）                |
| 1994 羅馬       | 伏明霞（中国）                   | 池彬（中国）             | María José Alcalá（墨西哥）        |
| 1998 珀斯       | 奧列娜·舒佩娜（乌克兰）          | 蔡玉燕（中国）           | 陈莉（中国）                       |
| 2001 福岡       | 许冕（中国）                     | 段青（中国）             | 洛迪·圖爾基（澳大利亚）            |
| 2003 巴塞罗那   | 埃米莉·埃曼斯（加拿大）          | 劳丽诗（中国）           | 李娜（中国）                       |
| 2005 蒙特利爾   | 勞拉·威爾金森（美国）            | 洛迪·圖爾基（澳大利亚）  | 贾童（中国）                       |
| 2007 墨爾本     | 王鑫（中国）                     | 陈若琳（中国）           | Christin Steuer（德国）            |
| 2009 羅馬       | 葆拉·埃斯皮诺萨（墨西哥）        | 陈若琳（中国）           | 康丽（中国）                       |
| 2011 上海       | 陈若琳（中国）                   | 胡亞丹（中国）           | 葆拉·埃斯皮诺萨（墨西哥）          |
| 2013 巴塞隆那   | 司雅杰（中国）                   | 陈若琳（中国）           | 鲁利娅·普罗科普楚克（俄罗斯）      |
| 2015 喀山       | 金國香（朝鲜民主主义人民共和国） | 任茜（中国）             | 潘德莉拉（马来西亚）               |
| 2017 布達佩斯   | 張俊虹（马来西亚）               | 司雅杰（中国）           | 任茜（中国）                       |
| 2019 光州       | 陳芋汐（中国）                   | 盧為（中国）             | 德萊尼·施內爾（美国）              |
| 2022 布達佩斯   | 陳芋汐（中国）                   | 全红婵（中国）           | 潘德莉拉（马来西亚）               |
| 2023 福冈       | 陳芋汐（中国）                   | 全红婵（中国）           | 凯莉·麦凯（加拿大）                |
| 2024 多哈       | 全红婵（中国）                   | 陳芋汐（中国）           | 安德烈娅·斯彭多利尼-西里埃（英国） |
| 2025 新加坡     | 陳芋汐（中国）                   | 保利娜·普法伊夫（德国）  | 谢佩铃（中国）                     |

### 雙人3米跳板 (1998年－)
| 年份 / 地點   | 金牌                                                | 银牌                                                       | 铜牌                                                            |
| 1998 珀斯     | 伊琳娜·拉什科（俄罗斯） · 尤里娅·帕卡琳娜（俄罗斯） | 饶朗（中国） · 李荣娟（中国）                              | Tracy Bonner（美国） · Kathy Pesek（美国）                      |
| 2001 福岡     | 吴敏霞（中国） · 郭晶晶（中国）                     | 尤里娅·帕卡琳娜（俄罗斯） · 维拉·伊莲娜（俄罗斯）          | 迪特·科齐安（德国） · Conny Schmalfuss（德国）                  |
| 2003 巴塞罗那 | 郭晶晶（中国） · 吴敏霞（中国）                     | 维拉·伊莲娜（俄罗斯） · 尤里娅·帕卡琳娜（俄罗斯）          | 葆拉·埃斯皮诺萨（墨西哥） · 劳拉·桑切斯（墨西哥）               |
| 2005 蒙特利爾 | 李婷（中国） · 郭晶晶（中国）                       | 迪特·科齐安（德国） · Conny Schmalfuss（德国）             | 歐蘭納·費多羅娃（乌克兰） · Kristina Ishchenko（乌克兰）        |
| 2007 墨爾本   | 郭晶晶（中国） · 吴敏霞（中国）                     | 迪特·科齐安（德国） · 海克·菲舍尔（德国）                  | 莎琳·斯特拉顿（澳大利亚） · 布里奥妮·科尔（澳大利亚）           |
| 2009 羅馬     | 郭晶晶（中国） · 吴敏霞（中国）                     | 塔尼娅·卡尼奥托（義大利） · 弗兰切斯卡·达拉佩（義大利）    | 尤里娅·帕卡琳娜（俄罗斯） · 阿纳斯塔西娅·波兹尼亚科娃（俄罗斯） |
| 2011 上海     | 吴敏霞（中国） · 何姿（中国）                       | 埃米莉·埃曼斯（加拿大） · 珍妮弗·阿贝尔（加拿大）          | 安纳贝雷·史密斯（澳大利亚） · 莎琳·斯特拉顿（澳大利亚）         |
| 2013 巴塞隆那 | 吴敏霞（中国） · 施廷懋（中国）                     | 塔尼娅·卡尼奥托（義大利） · 弗兰切斯卡·达拉佩（義大利）    | 珍妮弗·阿贝尔（加拿大） · 帕梅拉·威尔（加拿大）                 |
| 2015 喀山     | 吳敏霞（中国） · 施廷懋（中国）                     | 珍妮弗·阿貝爾（加拿大） · 帕梅拉·威爾（加拿大）            | 薩曼莎·米爾斯（澳大利亚） · 覃帆（澳大利亚）                    |
| 2017 布達佩斯 | 昌雅妮（中国） · 施廷懋（中国）                     | 珍妮弗·阿貝爾（加拿大） · 梅麗莎·西特里尼-博利約（加拿大） | 娜傑日達·巴任娜（俄罗斯） · 克里斯季娜·伊利内赫（俄罗斯）       |
| 2019 光州     | 施廷懋（中国） · 王涵（中国）                       | 珍妮弗·阿貝爾（加拿大） · 梅麗莎·西特里尼-博利約（加拿大） | 葆拉·埃斯皮諾薩（墨西哥） · 梅拉妮·埃尔南德斯（墨西哥）         |
| 2022 布達佩斯 | 陈艺文（中国） · 昌雅妮（中国）                     | 三上紗也可（日本） · 金戶凜（日本）                        | 麦迪逊·基尼（澳大利亚） · 安娜貝爾·史密斯（澳大利亚）           |
| 2023 福冈     | 陈艺文（中国） · 昌雅妮（中国）                     | 亚丝明·哈珀（英国） · 斯卡莉特·缪·詹森（英国）             | 埃莱娜·贝尔托基（義大利） · 基娅拉·佩拉卡尼（義大利）           |
| 2024 多哈     | 陈艺文（中国） · 昌雅妮（中国）                     | 麦迪逊·基尼（澳大利亚） · 安娜貝爾·史密斯（澳大利亚）      | 亚丝明·哈珀（英国） · 斯卡莉特·缪·詹森（英国）                  |
| 2025 新加坡   | 陈佳（中国） · 陈艺文（中国）                       | 亚丝明·哈珀（英国） · 斯卡莉特·缪·詹森（英国）             | Lía Cueva（墨西哥） · Mía Cueva（墨西哥）                       |

### 雙人10米跳台(1998年－)
| 年份 / 地點   | 金牌                                                 | 银牌                                                                | 铜牌                                                                    |
| 1998 珀斯     | 奧列娜·舒佩娜（乌克兰） · Svitlana Serbina（乌克兰） | 蔡玉燕（中国） · 陈莉（中国）                                       | Kristin Link（美国） · Lindsay Long（美国）                             |
| 2001 福岡     | 段青（中国） · 桑雪（中国）                          | Evgeniya Olshevskaya（俄罗斯） · Svetlana Timoshinina（俄罗斯）     | 宮崎田切（日本） · 乙木江美（日本）                                     |
| 2003 巴塞罗那 | 劳丽诗（中国） · 李婷（中国）                        | 洛迪·圖爾基（澳大利亚） · Lynda Dackiw（澳大利亚）                  | Evgenya Olshevskaya（俄罗斯） · Svetlana Timoshinina（俄罗斯）          |
| 2005 蒙特利爾 | 贾童（中国） · 袁培琳（中国）                        | 迪特·科齐安（德国） · Conny Schmalfuss（德国）                      | 歐蘭納· 費多羅娃（乌克兰） · Kristina Ishchenko（乌克兰）               |
| 2007 墨爾本   | 贾童（中国） · 陈若琳（中国）                        | 尚特勒·纽伯里（澳大利亚） · 洛迪·圖爾基（澳大利亚）                 | 米根·本菲托（加拿大） · 罗莎琳·费利恩（加拿大）                         |
| 2009 羅馬     | 陈若琳（中国） · 王鑫（中国）                        | 石松海莉（美国） · 瑪莉·貝思·鄧尼奇（美国）                         | 潘德勒拉·丽农·帕姆格（马来西亚） · 梁敏喻（马来西亚）                   |
| 2011 上海     | 陈若琳（中国） · 汪皓（中国）                        | 亚历山德拉·克洛克（澳大利亚） · 伍丽群（澳大利亚）                  | 克里斯丁·施蒂尔（德国） · 诺拉·祖布申斯基（德国）                       |
| 2013 巴塞隆那 | 陈若琳（中国） · 刘蕙瑕（中国）                      | 米根·本菲托（加拿大） · 罗莎琳·费利恩（加拿大）                     | 潘德莉拉（马来西亚） · 梁敏喻（马来西亚）                               |
| 2015 喀山     | 陳若琳（中国） · 劉蕙瑕（中国）                      | 米根·本菲托（加拿大） · 羅莎琳·費利恩（加拿大）                     | 金恩香（朝鲜民主主义人民共和国） · 宋南香（朝鲜民主主义人民共和国）     |
| 2017 布達佩斯 | 任茜（中国） · 司雅杰（中国）                        | 金美萊（朝鲜民主主义人民共和国） · 金國香（朝鲜民主主义人民共和国） | 張俊虹（马来西亚） · 潘德莉拉（马来西亚）                               |
| 2019 光州     | 卢为（中国） · 张家齐（中国）                        | 梁敏喻（马来西亚） · 潘德莉拉（马来西亚）                           | Samantha Bromberg（美国） · 卡特里娜·扬（美国）                         |
| 2022 布達佩斯 | 陈芋汐（中国） · 全红婵（中国）                      | 德萊尼·施內爾（美国） · 卡特里娜·扬（美国）                         | 诺哈碧妲（马来西亚） · 潘德莉拉（马来西亚）                             |
| 2023 福冈     | 陈芋汐（中国） · 全红婵（中国）                      | 安德烈娅·斯彭多利尼-西里埃（英国） · 洛伊丝·图尔森（英国）          | 潔西卡·帕拉托（美国） · 德萊尼·施內爾（美国）                           |
| 2024 多哈     | 陈芋汐（中国） · 全红婵（中国）                      | 赵真美（朝鲜民主主义人民共和国） · 金美莱（朝鲜民主主义人民共和国） | 安德烈娅·斯彭多利尼-西里埃（英国） · 洛伊丝·图尔森（英国）              |
| 2025 新加坡   | 陈芋汐（中国） · 掌敏洁（中国）                      | 加芙列拉·阿贡德斯（墨西哥） · 亚历杭德拉·埃斯图迪略（墨西哥）       | 赵真美（朝鲜民主主义人民共和国） · Kim Mi-hwa（朝鲜民主主义人民共和国） |

## 混合

### 雙人3米跳板 (2015年－)
| 年份 / 地點   | 金牌                                                    | 银牌                                                     | 铜牌                                                       |
| 2015 喀山     | 王涵（中国） · 楊昊（中国）                             | 珍妮弗·阿貝爾（加拿大） · 弗朗索瓦·安博-迪拉克（加拿大） | 塔尼娅·卡尼奥托（義大利） · 麥科·韋爾佐托（義大利）        |
| 2017 布達佩斯 | 王涵（中国） · 李政（中国）                             | 格蕾丝·里德（英国） · 湯姆·戴利（英国）                  | 珍妮弗·阿貝爾（加拿大） · 弗朗索瓦·安博-迪拉克（加拿大）   |
| 2019 光州     | 馬修·卡特（澳大利亚） · 麦迪逊·基尼（澳大利亚）         | 弗朗索瓦·安博-迪拉克（加拿大） · 珍妮弗·阿貝爾（加拿大） | 洛乌·马森贝格（德国） · 蒂娜·彭泽尔（德国）                |
| 2022 布達佩斯 | 林珊（中国） · 朱子锋（中国）                           | 基娅拉·佩拉卡尼（義大利） · 马泰奥·桑托罗（義大利）      | 安德烈娅·斯彭多利尼-西里埃（英国） · 詹姆斯·希特利（英国） |
| 2023 福冈     | 林珊（中国） · 朱子锋（中国）                           | 麦迪逊·基尼（澳大利亚） · 多米尼克·拜德古德（澳大利亚）  | 基娅拉·佩拉卡尼（義大利） · 马泰奥·桑托罗（義大利）        |
| 2024 多哈     | 多米尼克·拜德古德（澳大利亚） · 麦迪逊·基尼（澳大利亚） | 基娅拉·佩拉卡尼（義大利） · 马泰奥·桑托罗（義大利）      | 金守志（大韩民国） · 李在炅（大韩民国）                    |
| 2025 新加坡   | 基娅拉·佩拉卡尼（義大利） · 马泰奥·桑托罗（義大利）     | 麦迪逊·基尼（澳大利亚） · 卡西尔·鲁索（澳大利亚）        | 李亚杰（中国） · 程子龙（中国）                            |

### 雙人10米跳台(2015年－)
| 年份 / 地點   | 金牌                            | 银牌                                                                       | 铜牌                                                                |
| 2015 喀山     | 司雅杰（中国） · 台曉虎（中国） | 米根·本菲托（加拿大） · 樊尚·里安多（加拿大）                              | 多米尼克·拜德古德（澳大利亚） · 伍麗群（澳大利亚）                  |
| 2017 布達佩斯 | 任茜（中国） · 練俊杰（中国）   | 洛伊丝·图尔森（英国） · 馬提·李（英国）                                    | 金美萊（朝鲜民主主义人民共和国） · 玄一明（朝鲜民主主义人民共和国） |
| 2019 光州     | 司雅杰（中国） · 練俊杰（中国） | 叶卡捷琳娜·别利亚耶娃（俄罗斯） · 维克托·米尼巴耶夫（俄罗斯）              | María Sánchez（墨西哥） · 迭戈·巴列萨（墨西哥）                     |
| 2022 布達佩斯 | 任茜（中国） · 段宇（中国）     | 索菲娅·利斯昆（乌克兰） · 阿列克西·谢列达（乌克兰）                        | 德萊尼·施內爾（美国） · 卡森·泰勒（美国）                           |
| 2023 福冈     | 王飞龙（中国） · 张家齐（中国） | 迭戈·巴列萨（墨西哥） · 比维安娜·德尔安赫尔（墨西哥）                      | 板橋美波（日本） · 伊藤洸辉（日本）                                 |
| 2024 多哈     | 黄建杰（中国） · 张家齐（中国） | Im Yong-myong（朝鲜民主主义人民共和国） · 赵真美（朝鲜民主主义人民共和国） | 凯文·伯林（墨西哥） · 亚历杭德拉·埃斯图迪略（墨西哥）               |
| 2025 新加坡   | 朱勇鑫（中国） · 谢佩玲（中国） | Choe Wi-hyon（朝鲜民主主义人民共和国） · 赵真美（朝鲜民主主义人民共和国）  | 亚历山大·邦达尔（中立运动员B） 安娜·科纳内欣娜（中立运动员B）       |

### 團體賽(2015年－)
| 年份 / 地點   | 金牌 | 银牌 | 铜牌                                                                                               |
| 2015 喀山     | 湯姆·戴利（英国） · 麗貝卡·加蘭特里（英国）                                                                 | 亞歷山大·戈爾什科沃佐夫（乌克兰） · 尤利娅·普罗科普丘克（乌克兰）                                                  | 陳若琳（中国） · 謝思埸（中国）                                                                    |
| 2017 布達佩斯 | 劳拉·马里诺（法國） · 馬修·羅塞特（法國）                                                                   | 比维安娜·德尔安赫尔（墨西哥） · 罗梅尔·帕切科（墨西哥）                                                            | 克里斯塔·帕默（美国） · 大衛·汀斯摩（美国）                                                        |
| 2019 光州     | 楊健（中国） · 林珊（中国）                                                                                 | Sergey Nazin（俄罗斯） · 尤利娅·季莫希宁娜（俄罗斯）                                                               | 安德魯·卡波比安科（美国） · 卡特里娜·扬（美国）                                                    |
| 2022 布達佩斯 | 全红婵（中国） · 白钰鸣（中国）                                                                             | 雅德·吉莱（法國） · 亚历克西·让达尔（法國）                                                                        | 格蕾丝·里德（英国） · 詹姆斯·希特利（英国）                                                        |
| 2023 福冈     | 白钰鸣（中国） · 郑九源（中国） · 司雅杰（中国） · 掌敏洁（中国）                                           | 加芙列拉·阿贡德斯（墨西哥） · 海尔·奥坎波（墨西哥） · 兰达尔·维拉尔斯（墨西哥） · 阿兰萨·巴斯克斯（墨西哥）        | 克里斯蒂娜·瓦森（德国） · 莫里茨·韦泽曼（德国） · 萊娜·亨切爾（德国） · 蒂莫·巴特爾（德国）        |
| 2024 多哈     | 湯姆·戴利（英国） · 丹尼尔·古德菲劳（英国） · 斯卡莉特·缪·詹森（英国） · 安德烈娅·斯彭多利尼-西里埃（英国） | 加芙列拉·阿贡德斯（墨西哥） · 海尔·奥坎波（墨西哥） · 阿兰萨·巴斯克斯（墨西哥） · 兰达尔·维拉尔斯（墨西哥）        | 妮基塔·海恩斯（澳大利亚） · 麦迪逊·基尼（澳大利亚） · 李世鑫（澳大利亚） · 卡西尔·鲁索（澳大利亚） |
| 2025 多哈     | 程子龙（中国） · 陈艺文（中国） · 曹緣（中国） · 陈芋汐（中国）                                             | 奥斯马尔·奥尔韦拉（墨西哥） · 兰达尔·维拉尔斯（墨西哥） · 亚历杭德拉·埃斯图迪略（墨西哥） · Zyanya Parra（墨西哥） | 西田玲雄（日本） · 坂井丞（日本） · 金戶凜（日本） · 三上紗也可（日本）                            |